# Perilissus spatulatus
Perilissus spatulatus är en stekelart som beskrevs av Barron 1992. Perilissus spatulatus ingår i släktet Perilissus och familjen brokparasitsteklar. Inga underarter finns listade i Catalogue of Life.